# Knivskjellodden
Knivskjellodden è un promontorio situato sulla punta nord dell'isola di Magerøya nella parte più settentrionale della Norvegia, nella regione di Nord-Norge; esso è compreso politicamente nella contea di Finnmark e più precisamente nel comune di Nordkapp.
Esso, trovandosi a una latitudine di 71°11'08", è situato più a nord del più famoso Capo Nord (Nordkapp), da molti considerato l'estremo settentrionale del continente, ma in realtà situato a una latitudine minore (71°10'21", circa 1500 metri più a sud). Più propriamente, poiché sia Knivskjellodden che Capo Nord sono situati su un'isola (Magerøya), il punto più settentrionale dell'Europa continentale è in realtà Capo Kinnarodden, sul promontorio di Nordkinn, che fa parte del comune di Gamvik.

## Collegamenti
Per raggiungere Knivskjellodden non esistono strade asfaltate: è necessario lasciare la propria vettura sulla strada europea E69 che porta a Capo Nord e prendere il sentiero, lungo 9 chilometri, in direzione nord-ovest. Una volta giunti al promontorio si può firmare il registro ivi custodito per testimoniare il proprio arrivo. L'intero percorso andata e ritorno richiede 5 ore e mezza.

## Galleria d'immagini

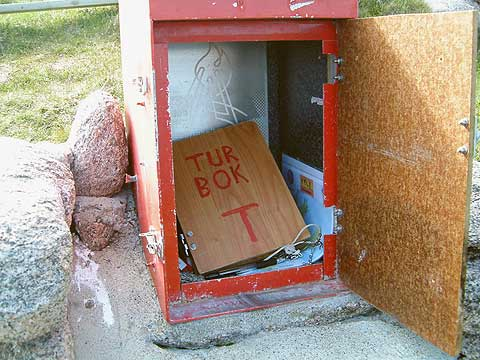
Il registro che si trova in cima al promontorio
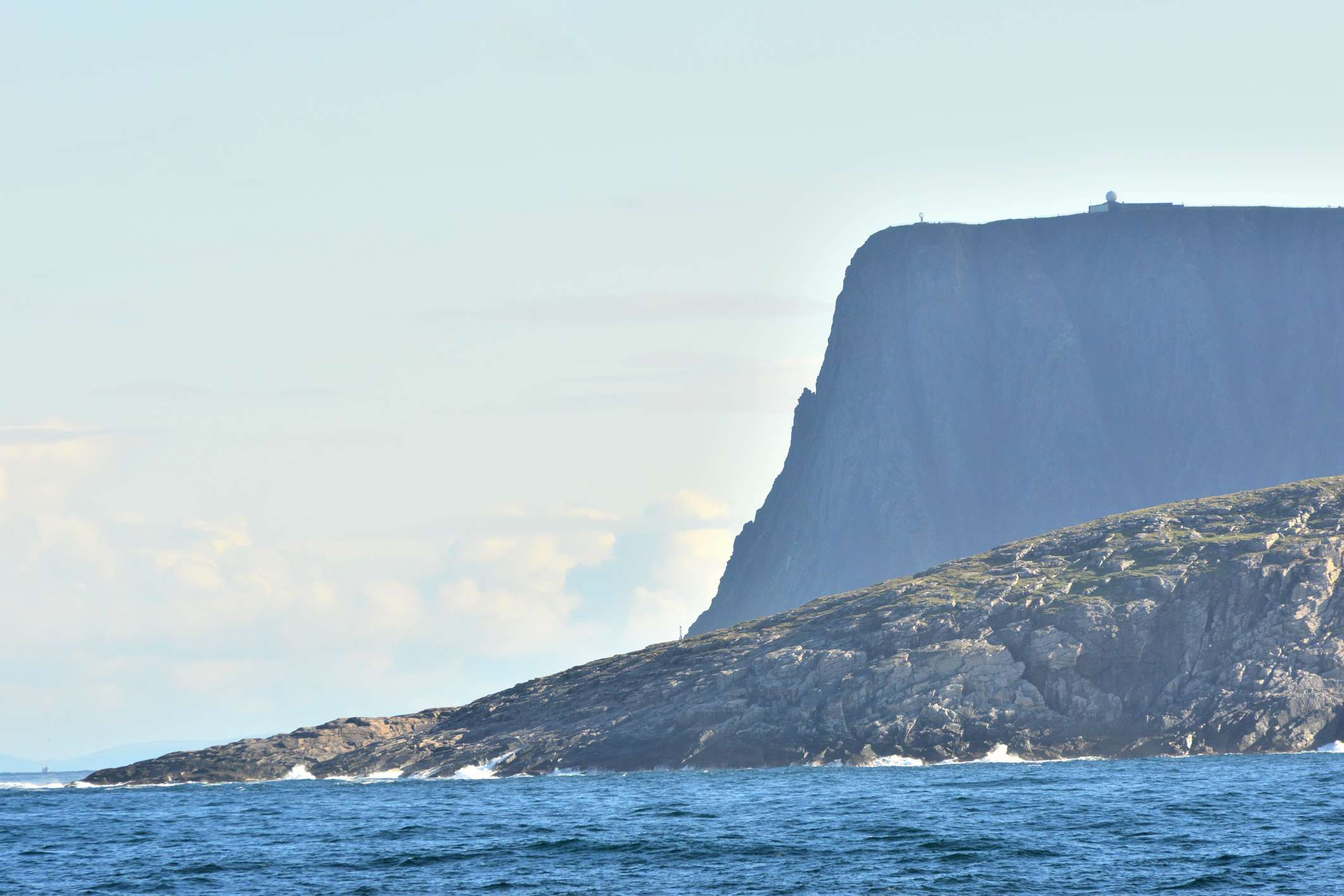
Knivskjellodden, in primo piano, e Capo Nord, sullo sfondo
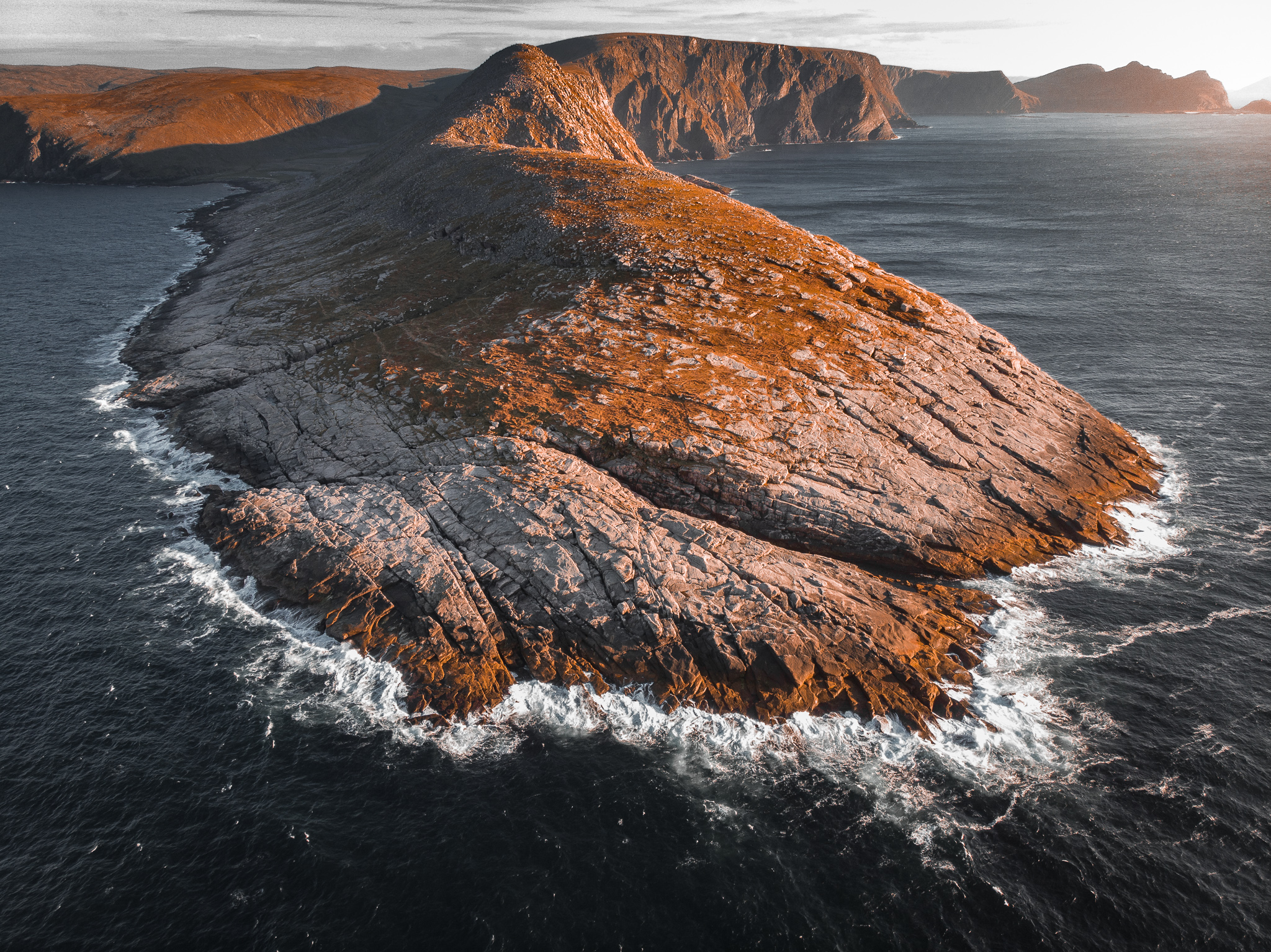
La punta del promontorio di Knivskjellodden